# Cleopatra (cràter)
Cleopatra (inicialment conegut com a Cleopatra Patera), és un cràter d'impacte en el planeta Venus de 105 km de diàmetre i 2,5 km de profunditat. Porta el nom de Cleòpatra VII (69 aC - 30 aC), reina d'Egipte, i el seu nom va ser aprovat per la Unió Astronòmica Internacional el 1982.
Un canal tortuós de parets escarpades d'uns quants quilòmetres d'amplada (Anuket Vallis) travessa el terreny accidentat que envolta la vora del cràter. Una gran quantitat de lava originària de Cleopatra va fluir a través d'aquest canal i va omplir les valls de Fortuna Tessera. El cràter Cleopatra està sobreposat sobre el relleu de Maxwell Montes i sembla no estar deformat, indicant que Cleopatra és relativament jove.

## Descripció geològica del cràter

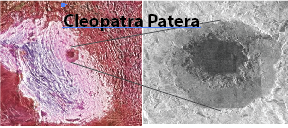
Vista ampliada extrapolada de les imatges realitzades per la sonda espacial Magellan de Cleopatra Patera, flanc oriental de Maxwell Montes a Ishtar Terra. (Venus, 5 de febrer de 1994)

Una patera és una característica geològica definida com un cràter format per un impacte o d'origen volcànic. La Cleopatra Patera és inusual, ja que el seu origen ha estat debatut durant dotze anys. Inicialment va ser recolzat un origen volcànic pels aspectes geològics que no són presents en un cràter d'impacte, com ara tenir una vora baixa, una formació unitària de planes circumdants, i una naturalesa no concèntrica de la seva conca interior, així com la seva proximitat amb Maxwell Montes. Tanmateix, a mesura que les missions més recents de Venus van millorar la claredat de les imatges topogràfiques del telescopi d'Arecibo i les sondes espacials Venera 15/16, les estructures observades en el cràter han aclarit la controvèrsia científica i han estat identificades com les d'un cràter d'impacte.
Patera Cleòpatra té característiques en un cràter d'impacte amb doble anell. La vora del cràter és irregular i el centre del cràter es troba abruptament inclinat cap avall, cap a un sòl fos i llis. Al centre del sòl del cràter es troba un pic central, i fora del cràter interior hi ha masses de «terreny rugòs d'hummock». Les planes que envolten el cràter són llises i lluminoses, però hi ha dipòsits foscos al voltant de les depressions topogràfiques al nord del cràter. Aquests dipòsits foscs s'interpreten com a «material fos per l'impacte», equivalent al material del mantell d'ejeccions; no obstant això, els dipòsits foscs cap al sud són «pendents». El material que sobresurt del cràter per la dreta és el de fluxos de lava que es van vessar des de la forma del plat del cràter a causa de l'impacte que va afectar el costat inclinat del Maxwell Montes. Quan la càmera de magma que estava sota de Cleòpatra va esclatar, es va produir la fossa que explica la gran profunditat del cràter.

## Model de cràter d'impacte
La majoria dels cràters d'impactes grans no tenen un pic central, encara que tenen vores agudes limitades per mantells d'ejeccions asimètrics brillants al radar, moltes vores estan envoltades i parcialment emplenades per una lava subsegüent que crea una profunditat aparent reduïda, tenen fosc el sòl del cràter, i algunes ejeccions estan enterrades. Mitjançant l'anàlisi de les imatges de Magallan, el cràter Cleopatra veia distorsionat perquè el seu anell intern no circular està fora del centre, però també perquè el canal de sortida de lava es mou des de dins del cràter i arriba a la part superior de la vora del cràter. Els interiors són foscs al radar i llisos en comparació amb les planes circumdants.
A partir de la imatge de la Placa P-11 de les sondes espacials Venera 15 i 16 que mostra el cràter Cleopatra, que originalment es creia que era una gran caldera, s'ha pogut interpretar com un cràter d'impacte amb múltiples anells amb un pic central. Mitjançant l'anàlisi fotogeològic, el sòl del cràter té una depressió central poc profunda que resulta de la subsidència del material del mantell aixecat des de baix a causa de la «relaxació viscosa». Això s'ha trobat en cràters de Venus de més de 70 km de diàmetre utilitzant dades d'altimetria que mostren superfícies amb diferents alçades de la missió de Magellan.
|  |  |

## Model volcànic original
Abans de la millora de les imatges de satèl·lits obtingudes a la missió Magellan de cartografiar Venus el 1994, la topografia de Venus s'interpretava a partir d'imatges de baixa qualitat obtingudes de radiotelescopis i dades altimètriques. Aquestes dades causaven una interpretació errònia del cràter; No obstant això, és important entendre el que es veia geomètricament per explicar per què certes hipòtesis van ser vigents durant molts anys. Es va trobar que l'elevació topogràfica de Maxwell Monts va ser resultat d'una combinació de compressió horitzontal i espessiment vertical de l'escorça, que, en combinació, permetia que l'escorça fos parcialment fosa, sempre que el gruix de l'escorça fos superior als 40 km. L'engrosament significatiu de l'escorça es produeix en els cinturons orogens a través de l'obducció o subsidència isostàtica a mesura que la muntanya creix en alçada.
Basant-se en el model i la informació pertinent per entendre l'entorn tectònic que envolta la patera, l'anatèxia de l'escorça és un model viable per a l'origen del magmatisme a Cleopatra Patera. Aquest procés es podria associar amb altres cinturons d'alta muntanya sobre Venus i amb la fusió de roca preexistent en els granits de l'Himàlaia. Això dona com a resultat que els nivells inferiors de l'escorça espessa en fonin per l'activitat magmàtica potencial, el volcanisme i la formació d'una caldera a la superfície.

### Evidència volcànica

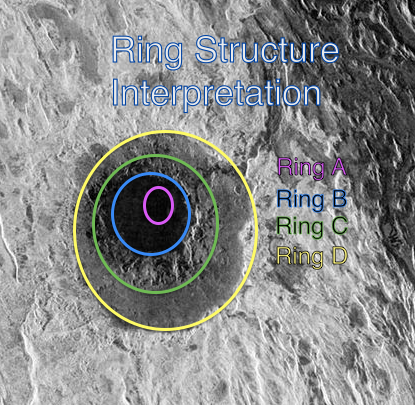
Interpretació volcano-tectònica de les estructures anul·lars de Cleopatra Patera, tal com va interpretar Peterfreund et al.

La següent evidència de Scraber et al. va ser l'explicació capdavantera d'un origen volcànic durant dotze anys fins, que les imatges de Magellan va fer retornar els models vigents a principis de la dècada del 1990.
1. Un origen volcànic de Cleopatra incloïa la seva associació amb planes que formen un dipòsit que s'allunya del cràter en un flux de lava.[3][5]
2. La profunditat i la inclinació de les parets del cràter s'interpretava com a múltiples calderes.[3][5]
3. L'allargament dels dipòsits de la vora exterior segueix el mateix camí que les característiques tectòniques de la zona.[3][5][11]
4. L'absència d'un dipòsit de material retrocedit a la vora del cràter, visible en els cràters d'impacte.[3][5][11]
5. El gran ràtio entre profunditat i diàmetre.[3][5][6]
6. La seva situació en un entorn tectònic regional.[2][3][5]

La millor comparació amb Cleopatra és l'Alba Patera, a Mart. L'estructura de l'anell de Cleòpatra es va interpretar intensament per vincular-la a un origen volcànic. Peterfreund et al. i Scraber et al. van descriure la seva interpretació dels anells de la següent manera:
1. Alba Patera té una caldera de mida similar a l'anell B, dibuixat a la imatge dels anells a la dreta i està envoltada de patrons estructurals produïts per deformació tectònica.[2][5]
2. Cleòpatra comparteix aspectes comuns amb cràters d'impacte a Venus per raó del seu interior llis i part exterior rugosa.[2][5] No obstant això, l'asimetria de l'anell A desafia una hipòtesi d'impacte.[2][5]
3. Els anells C i D representen àrees estructurals associades al cràter inicial.[2]
4. L'àrea dins de C està relacionada amb el material expulsat d'un volcà o ha estat molt fracturat i deformat, diferenciant-lo del terreny circumdant.[2]
5. L'anell D té una fractura tectònica que va estar involucrada en la deformació.[2]